# Exeter College

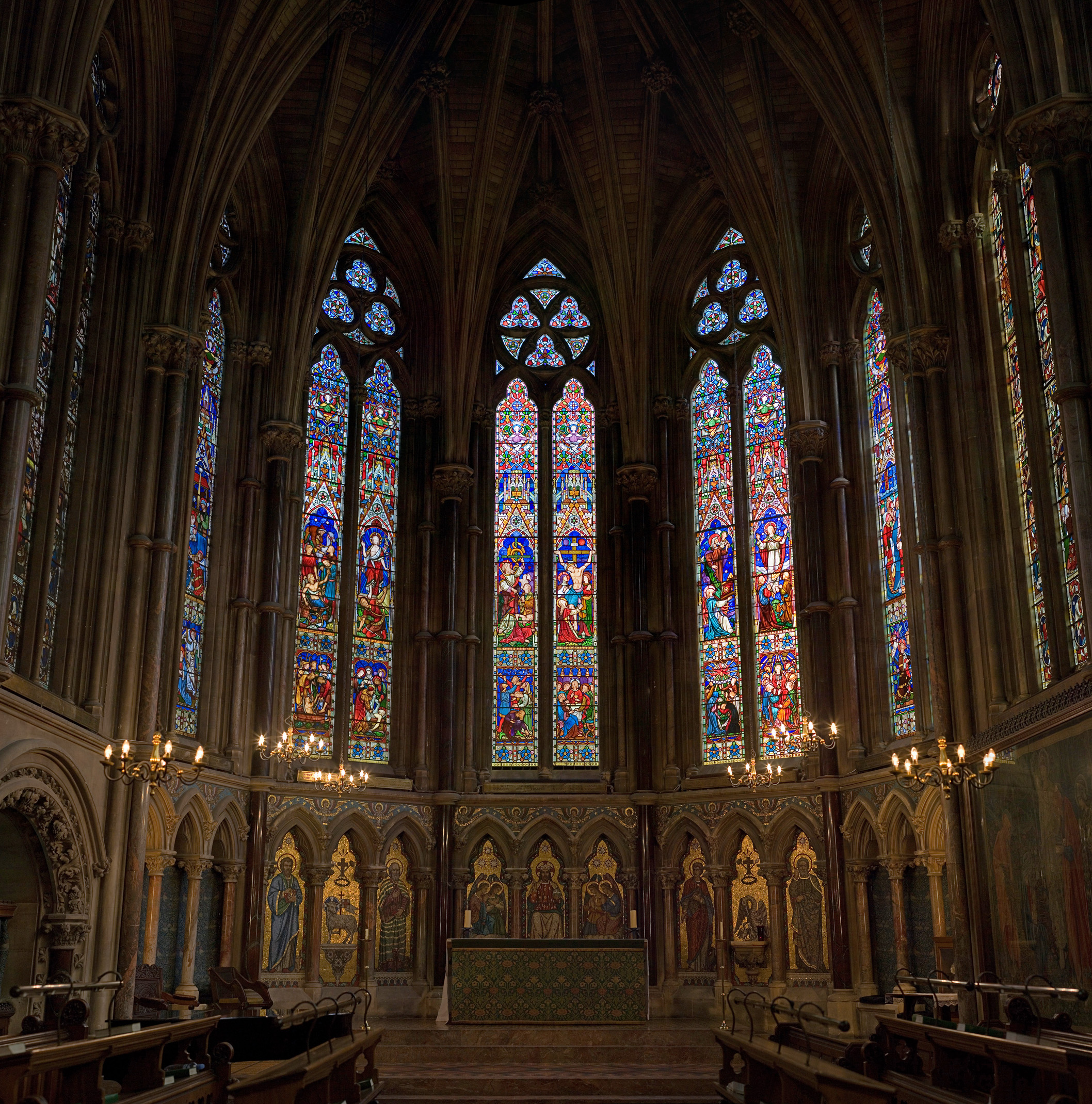
La chapelle et les vitraux du collège

Le blason du collège

Exeter College est l'un des établissements d'enseignement supérieur qui constituent l'université d'Oxford au Royaume-Uni. Son entrée principale est sur le côté est de Turl Street. Il a un budget de fonctionnement estimé à 47 millions de livres sterling.

## Histoire
Toujours situé à son premier emplacement, Exeter College fut fondé en 1314 par Walter de Stapledon, évêque d'Exeter puis trésorier d'Édouard II, qui avait l'intention d'en faire une école pour former les prêtres de son diocèse. Pendant le premier siècle de son existence, il portait le nom de Stapeldon Hall et était nettement plus petit. Il accueillait seulement de douze à quatorze étudiants, la plupart venant des régions de Devonshire et de Cornouailles. Le collège s'est notablement agrandi à partir du XVe siècle et a commencé à offrir des chambres à ses étudiants.
Aujourd'hui encore le collège se trouve exactement à l'endroit où il a été fondé, à Turl Street, en plein cœur d'Oxford. Cependant, des bâtiments médiévaux de cette époque, seule subsiste Palmer's Tower, une petite construction en forme de tour à proximité de la chapelle.
Au XVIe siècle, des donations de sir William Petre, ancien élève de l'école, ont permis de l'agrandir et de le transformer, au point qu'il est devenu un des collèges les plus importants de l'Université. Le bâtiment principal actuel a été construit en 1618 et le reste du collège achevé en 1710. En 1618 a été construit le réfectoire (Dining Hall), avec une chapelle aujourd'hui disparue. Le reste des bâtiments, disposés autour de la cour intérieure avant, a été construit de 1672 à 1710. Au XVIIIe siècle, la réputation du Collège d'Exeter a décliné, comme celle de tous les autres collèges d'Oxford. Les réformes de l'Université des années 1850 ont aidé à mettre fin à cette période de stagnation.
Le collège a connu une grande activité de construction pendant les années 1850 d'après les plans de sir George Gilbert Scott. Date de cette époque la majestueuse chapelle (1854-60, inspirée par la Sainte-Chapelle de Paris) ; les vitraux aux riches couleurs représentent des scènes bibliques. Impressionnants sont aussi les bancs de bois destinés à ceux qui fréquentent les offices. On trouve également une précieuse tapisserie murale due à l'artiste William Morris. L'orgue, de date récente, rend dans cette grande chapelle un son impressionnant. De cette époque aussi datent la bibliothèque (1856), bâtie également dans le style du XIIIe siècle, le logement du recteur (1857) en style géorgien et la rangée de bâtiments de Broad Street (1856).
Au XXe siècle, le collège s'est de nouveau agrandi et a acquis de nouveaux bâtiments, ce qui lui a permis de loger des étudiants d'un niveau moins élevé. Aujourd'hui, il compte environ 38 membres enseignants et 450 étudiants (dont à peu près un tiers de diplômés) ce qui en fait un collège de taille moyenne à l'université d'Oxford. Toutes les sciences y sont représentées. Jusqu'à 1978 il n'était pas ouvert aux femmes, mais en 1993 il a été le premier des collèges autrefois réservés aux hommes à élire à sa tête une femme, Marilyn Butler, qui est devenue rectrice. Après l'expiration de son mandat, en octobre 2004, c'est une autre femme qui lui a succédé, Frances Cairncross, ancienne rédactrice en chef de The Economist.
L'ancien élève le plus connu du XXe siècle pourrait être le philologue et écrivain J. R. R. Tolkien qui d'ailleurs devint plus tard professeur à l'université d'Oxford.